# Svenstorps församling
Svenstorps församling var en församling i Lunds stift och i Skurups kommun. Församlingen uppgick 2002 i Skivarps församling.

## Administrativ historik
Församlingen bildades 1542 genom en utbrytning ur Saritslövs församling. 
Församlingen var till 1 maj 1929 annexförsamling i pastoratet Tullstorp och Svenstorp för att därefter till 1962 vara annexförsamling i pastoratet Östra Vemmenhög, Västra Vemmenhög, Tullstorp och Svenstorp. Från 1962 till 2002 annexförsamling i pastoratet Skivarp, Västra Nöbbelöv, Östra Vemmenhög, Västra Vemmenhög och Svenstorp. Församlingen uppgick 2002 i Skivarps församling.

## Kyrkor
- Svenstorps kyrka